# Tug of War (Carly Rae Jepsen)
Tug of War è l'album di debutto della cantautrice canadese Carly Rae Jepsen, pubblicato il 30 settembre 2008.

## Promozione
Il primo singolo dell'album, ovvero una cover della canzone di John Denver Sunshine on My Shoulders, è stato pubblicato su iTunes il 16 giugno 2008. Il secondo singolo Tug of War è stato pubblicato invece il 16 settembre 2008 e ha raggiunto la posizione #36 nella Canadian Hot 100 Chart. Il video musicale è stato pubblicato nel gennaio 2009. Il terzo singolo Bucket è stato pubblicato il 4 aprile 2009 e ha raggiunto la posizione #32 nella Canadian Hot 100. Il quarto singolo Sour Candy è stato pubblicato il 30 ottobre 2009.

## Tracce
Testi e musiche di Carly Rae Jepsen e Ryan Stewart, eccetto dove indicato.
1. Bucket – 2:51
2. Tug of War – 3:44
3. Money and the Ego – 3:10
4. Tell Me – 2:20
5. Heavy Lifting – 3:41
6. Sunshine on My Shoulders – 3:35 (John Denver, Dick Kniss, Mike Taylor) – Originariamente interpretata da John Denver
7. Worldy Matters – 3:31
8. Sweet Talker – 2:56
9. Hotel Shampoos – 2:52
10. Sour Candy (feat. Josh Ramsay) – 3:01 (Jepsen, Josh Ramsay)

## Formazione
- Carly Rae Jepsen - voce

Altri musicisti
- Josh Ramsay - basso, batteria, chitarra, tastiera, cori
- Ryan Stewart - banjo, basso, percussioni, batteria, chitarra, tastiera, cori